# Ragnar Vogt

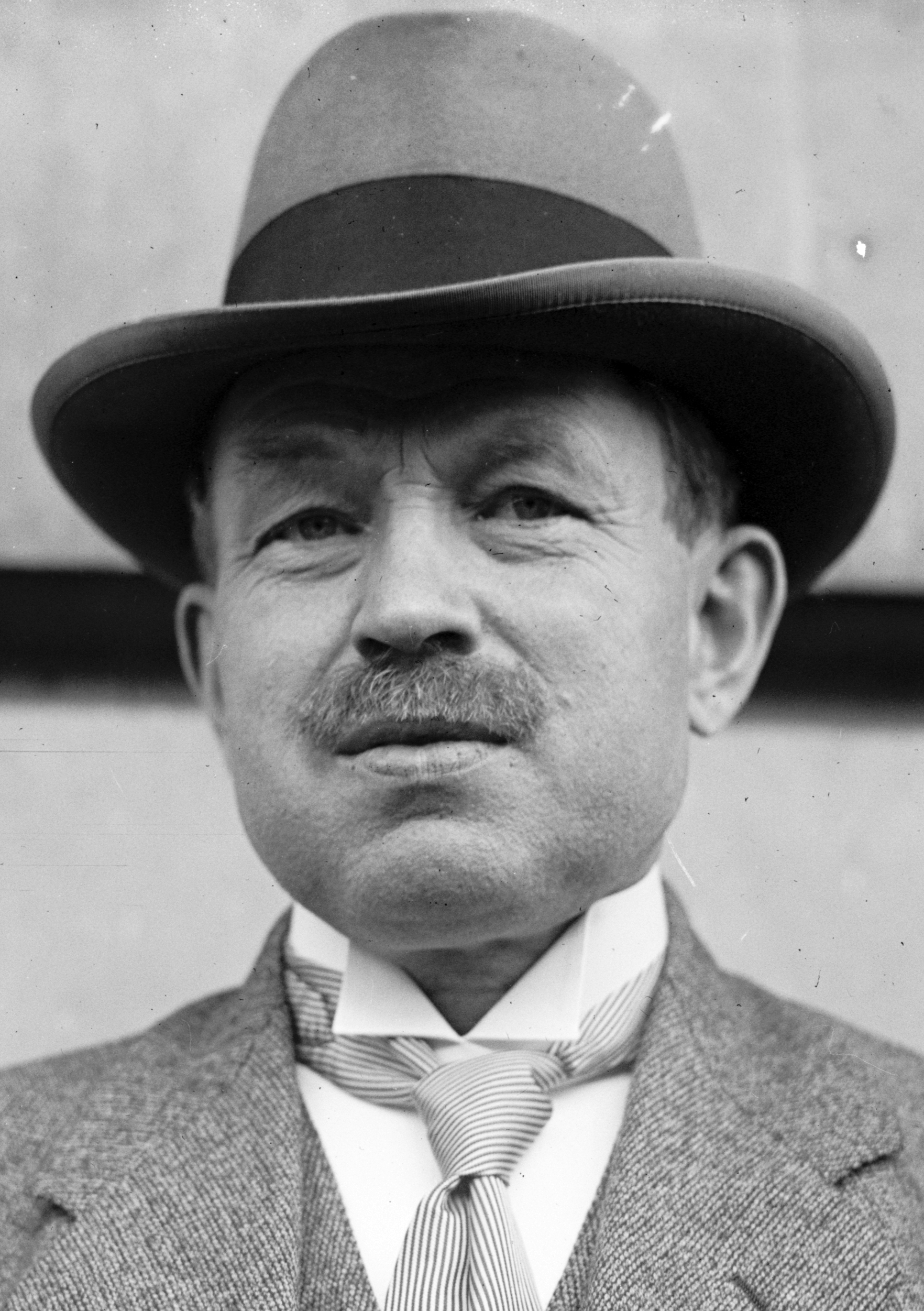
Ragnar Vogt

Ragnar Vogt, född 17 juni 1870 i Holt vid Tvedestrand, död 21 januari 1943 i Oslo, var en norsk läkare och professor, bror till Johan Herman Lie Vogt.
Vogt blev 1895 candidatus medicinæ, 1900 doctor medicinæ, 1901 universitetsstipendiat i psykologi och psykiatri samt 1909 docent. Han var 1915-40 Norges första professor i psykiatri och tjänstgjorde vid Gaustad sinnessjukasyl vid Kristiania fram till 1926, då han övergick till universitetets nyinrättade psykiatriska klinik på Vinderen. Vogt var starkt präglad av det rashygieniska tänkandet vilket återspeglas i följande citat ur Arvelighetslære og racehygiene (1914):
”Emigrationen er at betrakte som en velsignelse for livsfrodige folk, som derved i trængseltider bevarer motet at formere seg. De nordiske racer av indoeuropeisk oprindelse henregnes med rette til de verdifuldeste paa jorden. Man har god grund til at glæde sig over, at der for tiden findes et par millioner skandinaver og ætlinger av skandinaver spredt omkring i andre verdensdele.”
År 1913 introducerade han Sigmund Freuds i Norge genom ett föredrag i Norsk psykiatrisk forening. Vogt hade då en positiv inställning till psykoanalysen, men blev senare mer skeptisk till denna. Vogt var även verksam som skriftställare inom nykterhetsrörelsen och redigerade även en festskrift till Johan Scharffenberg.